# 1,1'-硫代羰基二咪唑
1,1'-硫代羰基二咪唑是一种有机化合物，化学式为(C3H3N2)2CS，它是1,1'-羰基二咪唑的氧被硫取代的化合物，是一种硫脲。
它的咪唑环很容易被取代，可用作硫代光气的替代物，如用于科里–温特烯烃合成反应中。
更重原子取代的硒或碲类似物尚属未知。